# De què viuen els homes
De què viuen els homes (també traduït com “De què viuen els homes”) és un conte curt escrit per l'autor rus Leo Tolstoi el 1885. És un dels contes curts inclosos en la seva col·lecció De què viuen els homes, i altres contes, publicada el 1885. La compilació també incloïa les peces escrites “Les tres preguntes”, “El cafè de Surat” i “Quanta terra necessita un home?”.
Aleksandr Solzhenitsyn es refereix a la història a Cancer Ward.

## Resum del llibre
Simon i Matryona són una parella pobra que s'enfronta a dificultats financeres. Simon, un sabater del poble, va anar a cobrar deutes per comprar material per a una nova jaqueta, però no va recaptar prou diners i es va desesperar, gastant una part en vodka. De camí a casa, va trobar un home nu al costat d'un temple i va decidir ajudar-lo. Va portar l'home a casa i, malgrat l'oposició de la seva dona, Matryona, van proporcionar menjar i refugi a l'home.
L'estrany es deia Michael i es va oferir per ser l'ajudant de Simon. Amb l'ajuda de Michael, Simon es va tornar exitós i ric. Un dia, un senyor va demanar a Simon que li fes un parell de sabates resistents, però en lloc de fer sabates, Simon va fer unes espardenyes suaus. Quan el senyor va morir, les espardenyes van ser utilitzades per al seu cadàver.
Michael va viure amb Simon i Matryona durant sis anys i, durant aquest temps, els va ensenyar tres lliçons sobre el significat de la vida: el que els humans obtenen és l'amor, el que els humans no se'ls dona és conèixer les seves necessitats, i els humans viuen per Déu. Després d'ensenyar-los aquestes lliçons, Michael va pujar al cel i la història va acabar amb el missatge que els humans haurien d'estimar-se mútuament i viure en l'amor de Déu.

## Font
1. ↑  «LC Catalog - Item Information (Full Record)» (en anglès). [Consulta: 11 maig 2024].